# Generació Low Cost
Generació Low Cost (francès: Rien à foutre) és una pel·lícula de comèdia dramàtica del 2021 dirigida per Emmanuel Marre i Julie Lecoustre. La pel·lícula és protagonitzada per Adèle Exarchopoulos. Es va projectar a la secció de la Setmana de la Crítica al 74è Festival de Canes l'11 de juliol de 2021. S'ha doblat i subtitulat al català.

## Premissa
Després de la mort de la seva mare en un accident de cotxe, la Cassandre gira l'esquena al seu passat: deixa el seu pare i la seva germana a Huy (Bèlgica) i es converteix en assistent de vol d'una aerolínia de baix cost amb seu a Lanzarote. Aparentment apàtica i pensant poc en el seu futur, a 26 anys viu el dia a dia a la deriva per la feina, convivint amb el personal de guàrdia, fent festa a les discoteques i tenint breus trobades amb desconeguts d'aplicacions de cites.